# Phyllachora ateleiae
Phyllachora ateleiae är en svampart som beskrevs av Seaver 1920. Phyllachora ateleiae ingår i släktet Phyllachora och familjen Phyllachoraceae.   Inga underarter finns listade i Catalogue of Life.